# Кокю
Кокю (яп. 胡弓, こきゅう, кокю:) — традиційний японський триструнний смичковий музичний інструмент, що з'явився в Японії приблизно в XVII столітті. Він дещо схожий на сямісена. Поєднання сямісена та кокю використовується в народній і камерній японській музиці, а у театрах кабукі та бунраку кокю застосовується для створення сумного настрою. На окінавській мові називається кучо (яп. くーちょー, kūchō).

## Історія та назва
У сучасній японській мові слово «кокю» може записуватися ієрогліфами яп. 胡弓 («варварська цибуля», «іноземна цибуля»), рідше яп. 鼓弓, яп. 小弓 («маленька цибуля»). Також існували такі назви як «кокю Ямато» (яп. 大和胡弓, яматогоккю:), «японський кокю» (яп. 日本胡弓, нихонкокю:), сямісен-кокю (яп. 三味線胡弓) тощо, та були покликані відрізнити кокю від схожого китайського інструменту ерху. Раніше кокю називався «рахейка» (яп. ラヘイカ), що дає припущення до впливу з боку арабського ребаба або, навіть, європейського ребека. 
Зовні кокю нагадує тайський сосамсай, корейський хегим і рюкюський «кутьо» (яп. 提琴, ку:тьо:), причому подібність з останніми двома залишаються нез'ясованими.
Перші кокю мали круглий корпус меншого розміру. Після появи його в Японії, він став популярний як серед нижчих шарів населення, так і в гільдіях сліпих музикантів, які створили перші твори для кокю. Згодом кокю увійшов до японської традиційної камерної музики ансамблю санкеку та використовувався для заповнення пауз між уривчасто виконуваними нотами сямісена і кото. Інструмент також використовувався в ансамблі бунраку, танцювальній музиці дзиута й церемоніальній музиці Тенріїзму.
У середині XVIII століття з'явився чотириструнний кокю (додаткова струна дублює найтоншу). Після 1871 року були ослаблені обмеження на коло осіб, яким дозволено грати на флейті шякухачі, і вона майже повністю замінила кокю в камерній музиці, хоча деякі твори, зокрема «Сніг» (яп. 雪, юкі), виконувати лише з кокю. Інші знамениті твори для кокю — камерні «Пісні сивок» (яп. 千鳥の曲, тідорі но кьоку), «Сакае-дзісі» (яп. 栄獅子), народні «Еттю-овара-бусі» і «Мугія-бусі». На кокю також грають на фестивалі Овара кадзе-но Бон.
Починаючи з 1920-х років, почалися музикальні експерименти з кокю. Хисао Танабе придумав рейкін (яп. 玲琴), а Сейкін Томіяма зробив у кокю отвір як на віолончелі для удосконалення акустичних якостей інструменту.

## Зовнішній вигляд
Кокю менше сямісена та, зазвичай, має довжину близько 70 см, а довжина смичка — від 95 до 120 см. Конструкцією кокю майже ідентичний сямісену, за винятком 8-сантиметрового шпиля, розташування та форми поріжка-струнотримача і відсутність специфічного елемента конструкції, відповідального в сямісена за звук «саварі».
Спереду кокю обтягують котячою шкурою, а ззаду — собачою. Смичок виготовляється з кінського волосу.
Кокю тримають вертикально та припирають до коліна, або (рідше) перед собою. На відміну від скрипки і ерху, корпус яких при грі не рухається, кокю вимагає іншої техніки: для вибору потрібної струни виконавець обертає весь інструмент навколо своєї осі, а рух смичка виконується в одній площині. Аналогічний спосіб використовується з яванським ребабом і тайським сосамсаем.

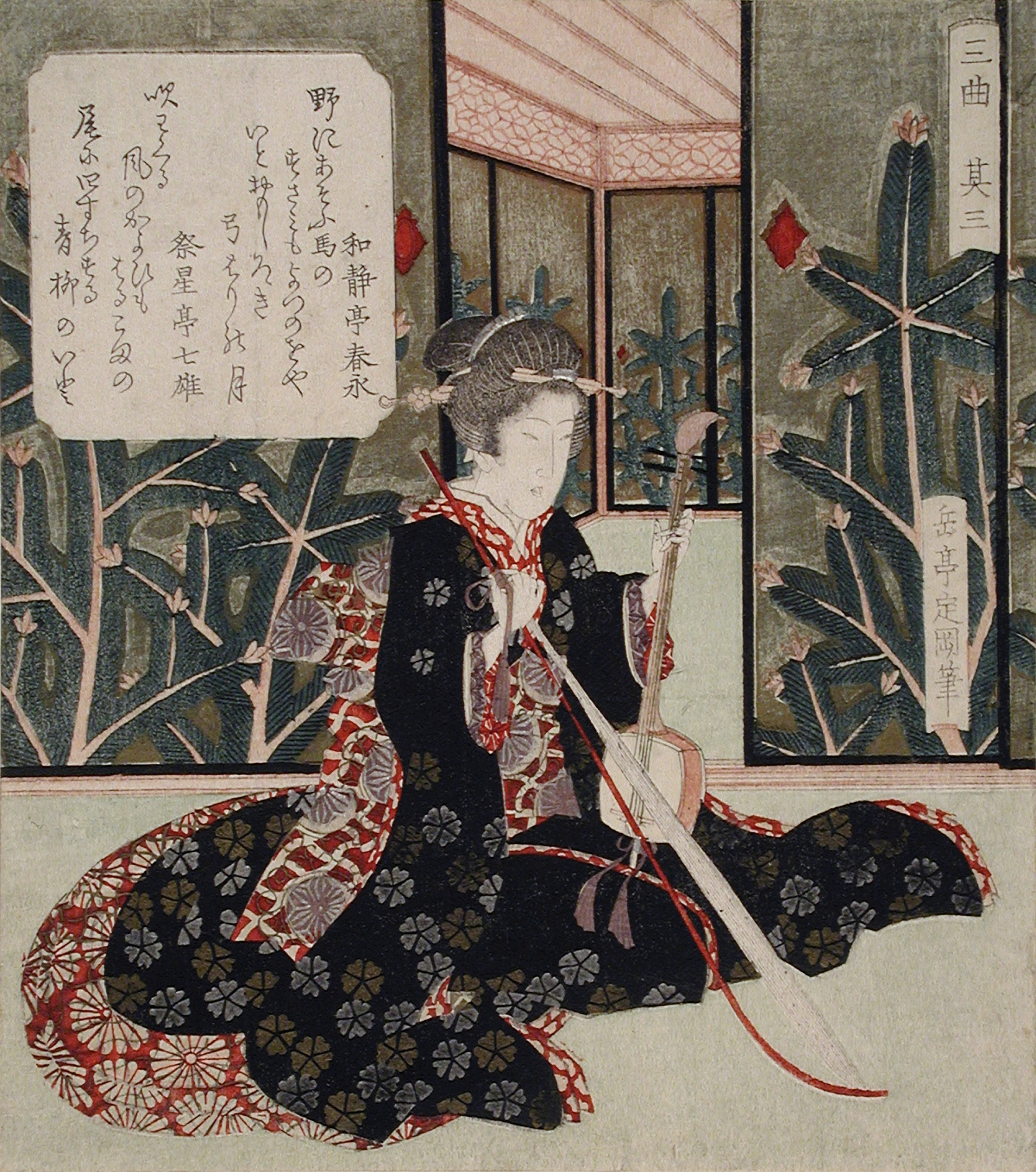
Кокю, гравюра початку XIX століття
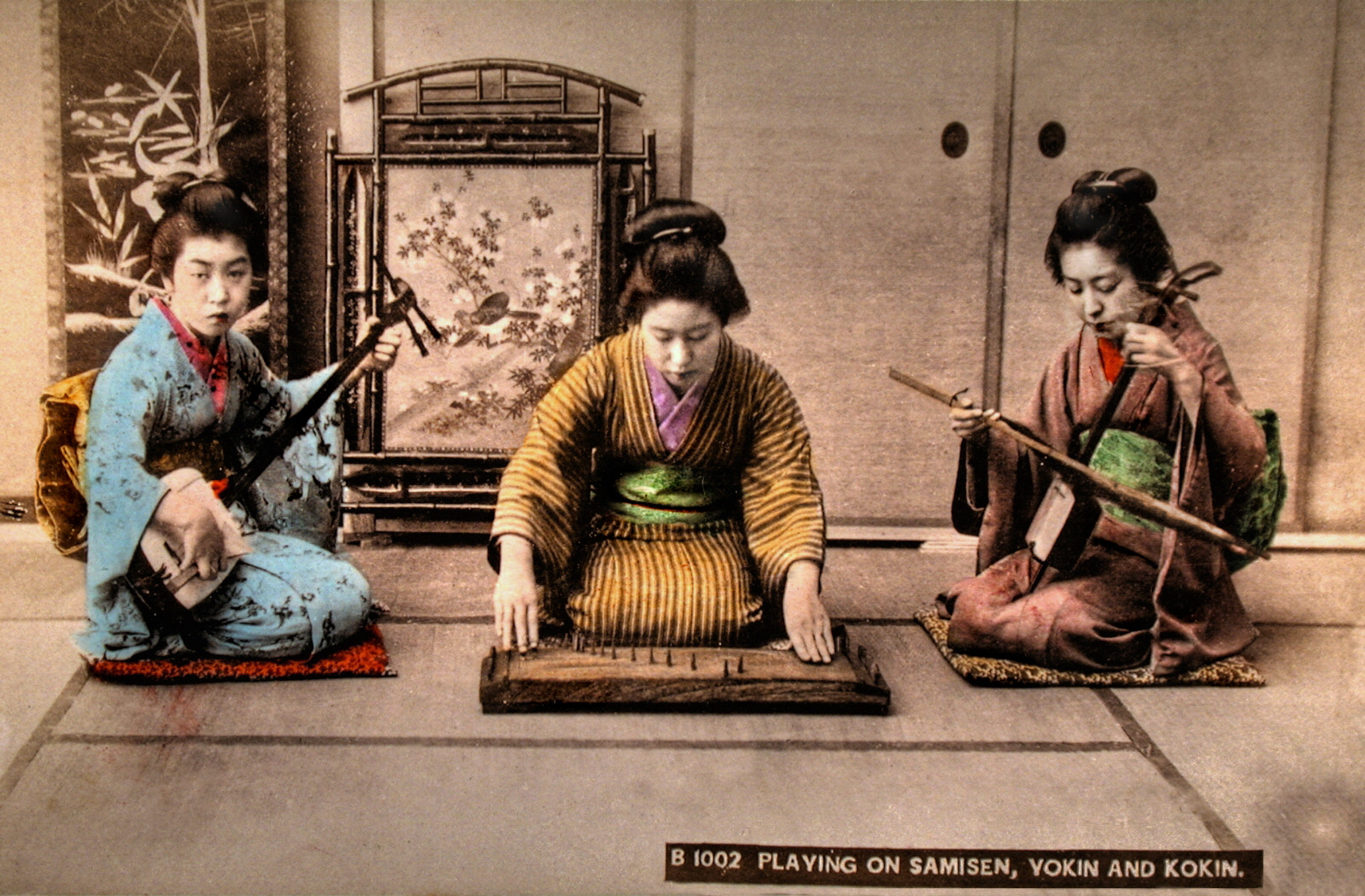
Ансамбль зі сямісена, кото і кокю
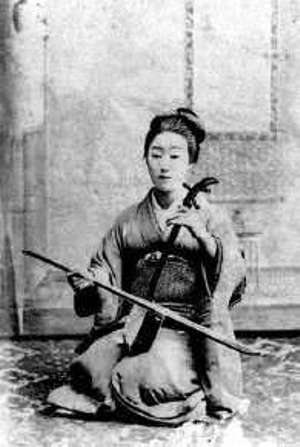
Гейша Оюкі грає на кокю (1904)